# Fricativa alveolar sorda
La fricativa alveolar sorda es un sonido del habla humana presente en muchas lenguas. Se trata de una de las consonantes más comunes, presente en numerosos idiomas; no obstante, no todos los idiomas la poseen.

## En español
En el alfabeto del idioma español, se representa con la grafía s. En la mayoría de variantes del español (todas las variantes con seseo), la grafía z también representa este sonido, mientras que en el habla peninsular estándar representa el fonema /θ/.
Presenta muchas variedades alofónicas en español:
- La sibilante alveolar sorda [s] estándar, tiene un fuerte silbido, como la s en inglés. Es uno de los sonidos más comunes en el mundo.
- La sibilante dentialveolar sorda [s̄], o s ceceada, tiene un sonido más débil. Ocurre en dialectos del sur de España (sobre todo en la parte "ceceante" de Andalucía).
- La sibilante alveolar retraída sorda [s̠], y la subforma apicoalveolar [s̺], tiene un sonido de silencio débil que recuerda a las fricativas retroflejas. Se utiliza en los idiomas del norte de la península ibérica, como el asturleonés, el euskera, y el propio castellano (excluyendo la mayor parte de Andalucía), el catalán, el gallego (excluyendo algunas variedades occidentales) y en algunas variedades tradicionales del portugués del norte y la Beira oriental. Su sonido está entre la [s] estándar y la fricativa postalveolar sorda [ʃ] (sonido sh).
- Sibilante apicodental sorda.
- Sibilante laminoalveolar (o predorsoalveolar) sorda.
- Sibilante laminodental (o predorsodental) sorda.

## Símbolo
En el Alfabeto Fonético Internacional, la letra utilizada para representar este sonido es la grafía s, la cual proviene del alfabeto latino.

## Características

La zona de articulación de la s está indicada con el número 4.

- Es una consonante alveolar, así que su articulación involucra los alveolos dentarios y la lengua.
- Se trata de una consonante fricativa, lo que significa que su sonido es producido en la boca por una turbulencia del aire expulsado.
- Es una consonante sorda, lo que significa que las cuerdas vocales no vibran durante su articulación. Si vibraran, entonces sería una fricativa alveolar sonora.
- Es una consonante oral, lo que significa que el aire sale por la boca; no por la nariz.
- Es una consonante central, así que el aire pasa más por el centro de la superficie superior de la lengua, que por los lados.
- Es una consonante pulmonar, lo que significa que el aire proviene directamente de los pulmones durante su articulación; no del aire almacenado en la boca ni en la glotis.